# Martiri claretiani di Barbastro
I Martiri claretiani di Barbastro furono cinquantuno persone, per la maggior parte giovani studenti del locale seminario claretiano, seviziati e uccisi da miliziani anarchici fedeli al governo repubblicano, guidato dal Fronte Popolare di ispirazione marxista.
L'eccidio si svolse nel 1936, all'inizio della Guerra civile spagnola, nella città aragonese di Barbastro, in Spagna.
Sono stati beatificati da papa Giovanni Paolo II il 25 ottobre 1992.

## Il contesto

### La Congregazione

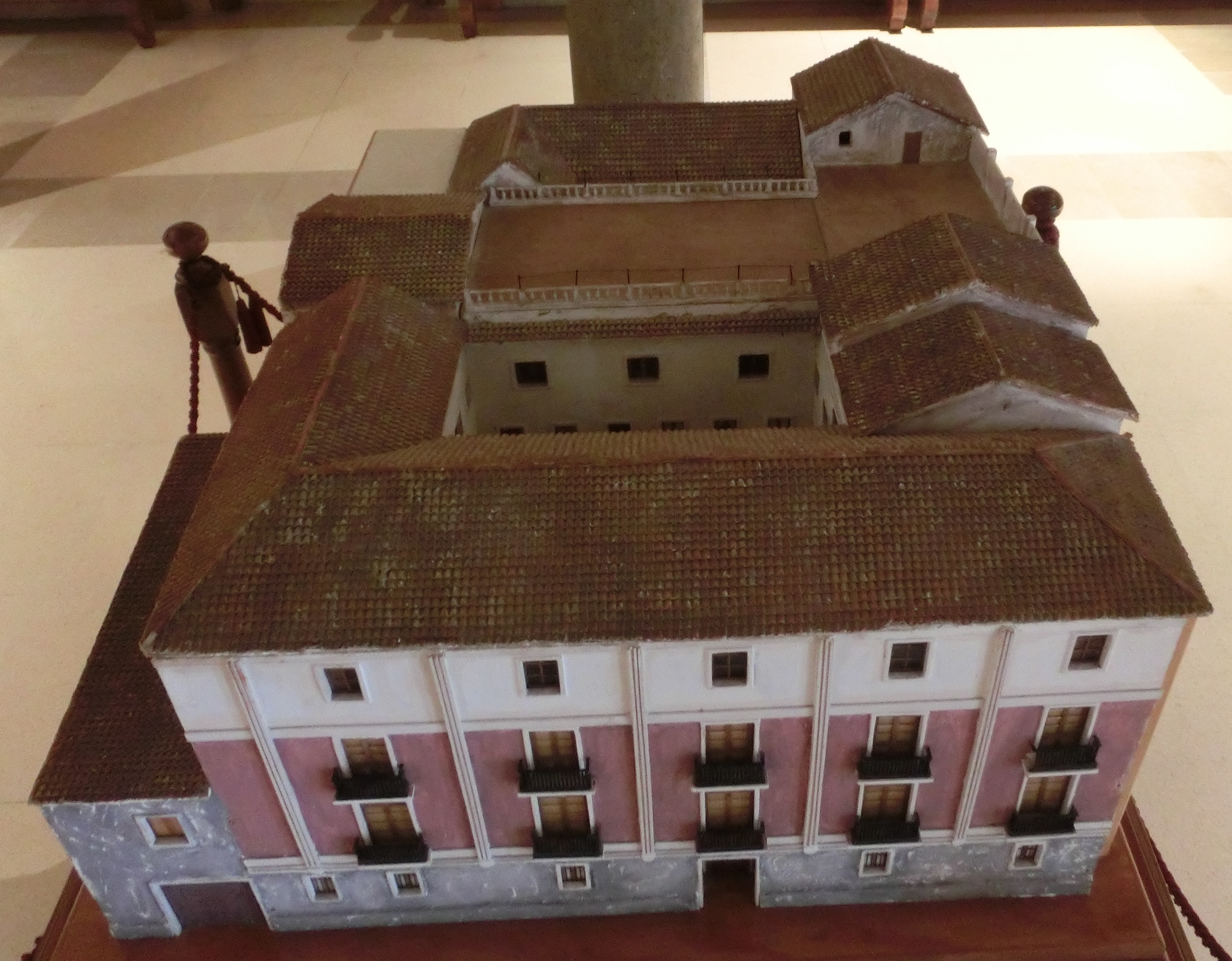
Ricostruzione in scala del seminario al tempo degli eventi

I Missionari figli del Cuore Immacolato di Maria sono una congregazione fondata da Antonio María Claret y Clará (1807-1870) nel 1849 per la predicazione delle missioni popolari. Le prime comunità di Missionari che si formarono in Aragona erano situate nelle città di Jaca e di Huesca, ma vennero presto sciolte. Risale al 1876 la fondazione di una nuova comunità nella città di Barbastro. I missionari si installarono in un antico palazzo, ricevuto da una donazione nel quartiere di sant'Ippolito. Si trova incastonato tra la calle Costa e la calle Conde, non lontano dalla stazione ferroviaria. Con la chiesa annessa, formava un esteso comprensorio chiuso su se stesso, con due patii interni: uno chiamato "la luneta" con un muro che veniva usato come parete per il gioco della palla basca, e l'altro chiamato "il patiuzelo" oscuro e freddo d'inverno che era poco più di un lucernario per dare aria alle camere prospicienti.
All'epoca degli eventi l'Istituto aveva già definito un proprio corso di studi molto esigente che preparava a tempo pieno i futuri missionari per quattordici anni; cinque prima del noviziato, e otto dopo il noviziato; tre di liceo e cinque di teologia. A studi terminati, e una volta ricevuta l'ordinazione sacerdotale, i novelli missionari facevano un altro anno di avviamento pratico ai vari campi di apostolato. In tutto questo lunghissimo tirocinio le vacanze si trascorrevano nello stesso istituto e soprattutto non erano previsti periodi di ritorno in famiglia, mentre i familiari potevano fare visita ai loro figli.

### La diocesi di Barbastro
La diocesi di Barbastro era relativamente piccola: nel 1936 contava meno di 40.000 abitanti. La cittadina, non tanto grande e dedita in particolare all'agricoltura, detiene un primato di prestigio: a Barbastro, infatti, san Giuseppe Calasanzio, dopo essere stato ordinato sacerdote e prima di partire per Roma, lavorò come assistente del vescovo e qui - anni dopo - venne fondato il primo collegio dei padri Scolopi in Spagna.
La popolazione era distribuita in circa 150 parrocchie, sparse in villaggi rurali. Allo scoppio della guerra civile nella diocesi erano incardinati 140 sacerdoti e 21 seminaristi. Proprio in questa piccola diocesi nel corso della guerra avverranno le più inusitate violenze antireligiose, arrivando a stabilire il triste primato della più alta percentuale di morti tra il clero diocesano: 123 sacerdoti su 140, l'87,8%; oltre la tortura, l'evirazione e l'uccisione del proprio vescovo Florentino Asensio Barroso. A questa strage si devono sommare i 51 claretiani, i 18 martiri benedettini di Barbastro, i 10 scolopi di Barbastro, i 5 scolopi di Tamarite e i 5 scolopi di Peralta ucciso dagli anarchici della colonna Ascaso.

### La situazione in città
Gli eventi si svolsero nei primi drammatici giorni della guerra civile spagnola, e furono preceduti da anni di conflitti sociali e di odio popolare nei confronti della chiesa, che sfociarono in aperta persecuzione nei mesi immediatamente successivi all'inizio della guerra. Gli anarchici erano la fazione più attiva ed organizzata della variegata compagine delle sinistre di Barbastro, che comprendeva circa 440 affiliati alla CNT, lavoratori disoccupati e contadini provenienti dai centri rurali della zona, comunisti e militari della caserma cittadina, emigranti che venivano o transitavano da o verso Barcellona o la Francia. Erano soliti riunirsi per concordare una strategia volta a fronteggiare l'eventualità di un colpo di stato militare e che prevedeva - nel caso si verificasse questo evento - di impadronirsi della sezione di mitragliatrici presenti di fronte alla caserma e di far saltare il distributore di benzina che si trovava sulla strada per Monzón. Barbastro, dopo il colpo di stato, venne a trovarsi a ridosso della linea del fronte, in una posizione strategica a poca distanza da Huesca. La città si trasformò in un'importante roccaforte e un punto di passaggio tra Barcellona e Saragozza e numerosi miliziani vi transitavano procedendo dalla costa verso il fronte con l'intenzione di conquistare la città di Saragozza.

## Gli eventi

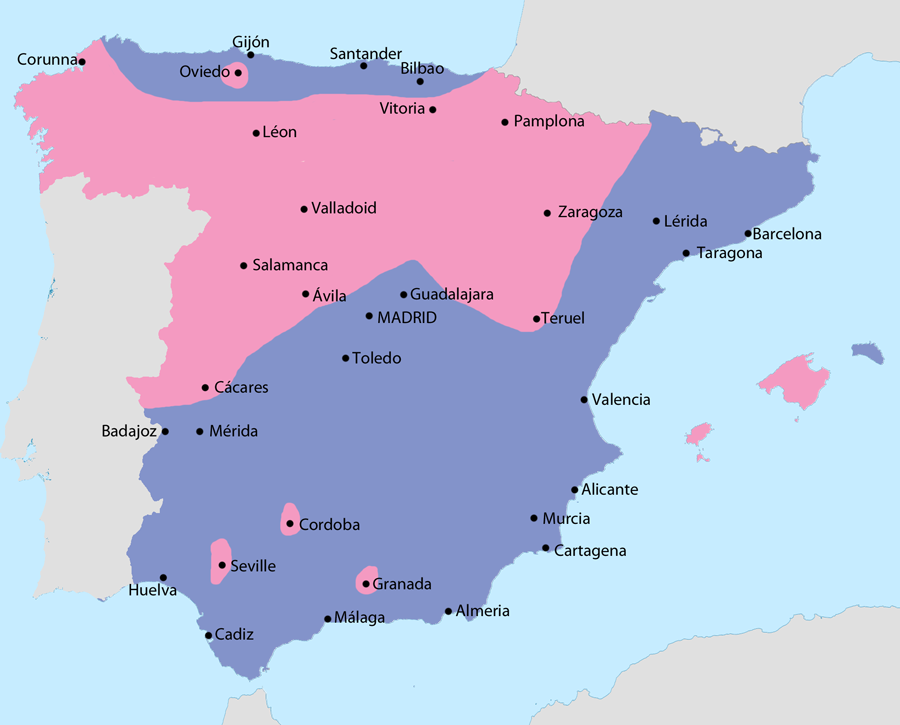
Sono evidenziate in rosso e in blu le aree controllate dai nazionalisti e dai repubblicani nel luglio 1936

Una quarantina di seminaristi arrivarono a Barbastro dalla vicina Cervera all'inizio di luglio. La decisione venne ponderata dai superiori per sfoltire la comunità di questa città sulla quale aleggiava un'aperta ostilità. Tra le opzioni poste al vaglio ci furono anche Andorra e la Francia, ma venne scelto il seminario di Barbastro, dove l'ordine era presente da tempo e dove sarebbe stato possibile ricorrere alla protezione del contingente militare, il cui comandante era notoriamente di destra. Non ultimo, a Barbastro i futuri sacerdoti avrebbero potuto sottoporsi al servizio militare obbligatorio somministrato dal locale distretto.
Il giorno dopo il colpo di stato militare, il 18 luglio 1936, in città si viveva una palpabile tensione. Il comandante della guarnigione, il colonnello José Villalba Rubio, aveva rassicurato il superiore padre Munárriz con il solito laconico comunicato: le truppe erano in attesa e pronte a rispondere ad eventuali attacchi. In particolare, due giorni prima il padre Munárriz, durante un incontro con Villalba, chiese esplicite garanzie per i suoi giovani e volle sapere quale fosse la situazione in città e nella regione. Ancora una volta il colonnello lo rassicurò e gli disse che nulla sarebbe successo. Queste le parole riportate da Atilio Parussini nel suo resoconto:
(Husu, p. 26)
La notte del 18, tra sabato e domenica, centinaia di persone armate controllavano di fatto la città, grazie all'indecisione dei militari. Sotto il "Comitato di unione rivoluzionaria e antifascista" si trovarono elementi della UGT e della CNT, oltre che repubblicani e anarchici. All'alba la capitale del Somontano era rossa, la bandiera anarchica sventolava sugli edifici, sulle facciate delle case e nelle piazze. Dopo il golpe militare, la guarnigione di Barbastro comandata dal colonnello José Villalba Rubio rimase fedele alla Repubblica.

### La perquisizione del seminario

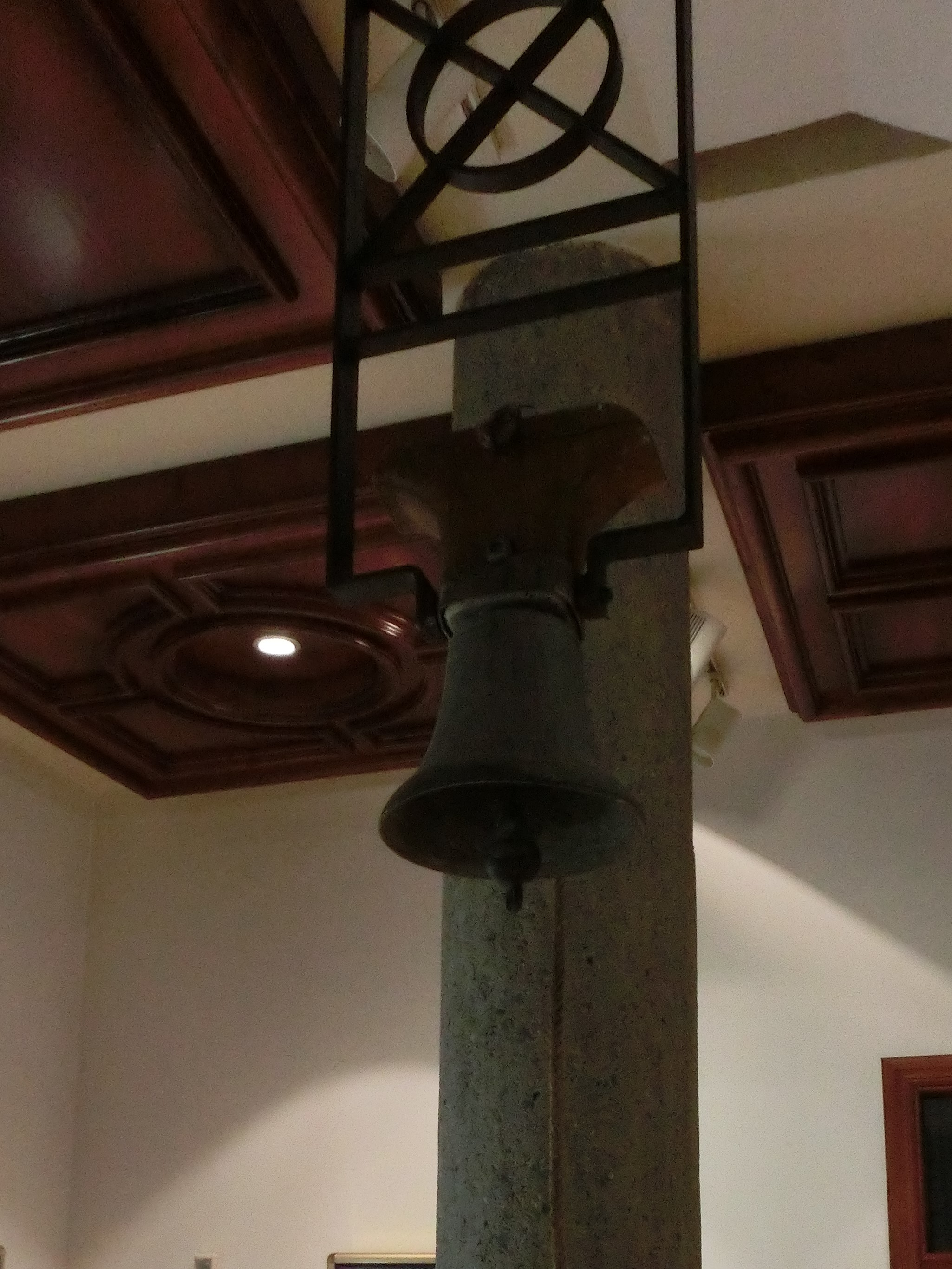
La campana dell'obbedienza. Serviva per convocare i confratelli agli atti comuni, e venne usata per l'ultima volta in occasione della perquisizione

Alle ore 17:30 del 20 luglio 1936, una sessantina di miliziani anarchici armati entrarono nel seminario dove si trovavano 9 sacerdoti, 12 fratelli e 39 studenti. La folta pattuglia di armati era guidata da Eugenio Sopena, membro del comitato rivoluzionario e con un forte ascendente sui miliziani. Presero possesso del vestibolo, muovendosi con circospezione perché temevano di incontrare resistenza. Sopena chiese che tutti gli occupanti del seminario si presentassero al piano terreno e il superiore fece suonare la campana per convocare tutti i presenti. In pochi secondi le rampe delle scale e i pianerottoli si popolarono di giovani che nelle loro lunghe tonache scendevano e si riunivano di fronte ai fucili spianati dei miliziani, lasciandoli attoniti. Schierati tutti i claretiani con le spalle al muro, procedettero alla perquisizione personale, quindi passarono alla perquisizione dello stabile,  che venne perlustrato in modo minuzioso, con il calcio dei fucili saggiavano tramezzi e pareti in modo da trovare dei nascondigli, al sagrestano chiesero perfino di vuotare tutti i vasi di fiori e i loro supporti. Ma di armi non riuscirono a trovarne, e la delusione li rese furiosi: Per un'ora e mezza minacciarono con urla e con bestemmie i superiori perché confessassero di possedere e nascondere armi. Intanto dal portone lasciato aperto entrarono curiosi e malintenzionati che iniziarono a svaligiare la chiesa e a raccogliere sul marciapiede banchi, sedie e quanto era asportabile perché fosse bruciato. Spingendosi all'interno urlavano di ammazzarli tutti e di farla finita, ma Sopena, che temeva che la situazione potesse sfuggirgli di mano, fece leva sulla sua autorevolezza e sul suo prestigio e disse:
(Husu, p. 34)
Tagliando corto, il Sopena decise di arrestare i tre superiori, padre Filippo di Gesù Munárriz Azcona, padre Leonzio Pérez Ramos e padre Giovanni Díaz Nosti. Prima di lasciare i confratelli, il padre Munárriz supplicò i dirigenti di ricoverare i fratelli anziani e malati, gli venne concesso anche un ultimo saluto ai suoi studenti, ai quali - avendogli qualcuno domandato se non fosse stato meglio farsi trovare in borghese - aveva detto "No! Restate con l'abito dell'Istituto". Vennero condotti in una cella nel palazzo del municipio, passando per le vie dove più folta era la presenza della folla inferocita.

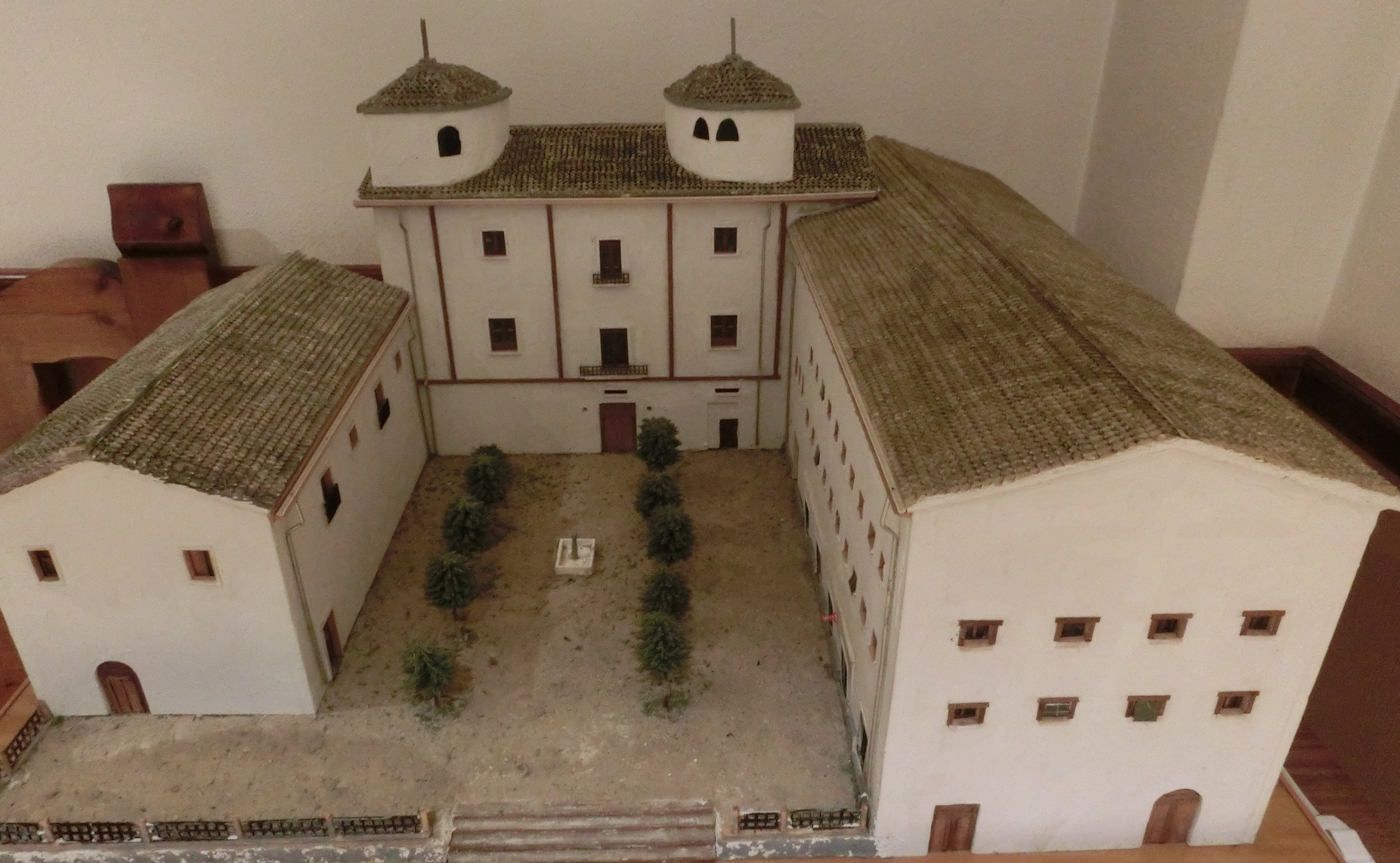
Ricostruzione in scala del complesso degli edifici del municipio al tempo degli eventi. Di fronte, il municipio; sulla destra l'edificio del collegio dei padri Scolopi

La detenzione dei superiori non calmò la folla, che da fuori continuava a chiedere un massacro immediato nel cortile del seminario. Improvvisamente il giovane studente Atanasio Vidaurreta svenne e crollò a terra. Un miliziano, vedendo alcuni affannarsi ad aiutarlo, disse "Dategli il colpo di grazia e facciamola finita!" Solo un ulteriore intervento del Sopena consentì il ritorno di una certa serenità. Ne approfittò il padre Masferrer, che salì nella cappella per portare con sé le particole consacrate e Sopena non ebbe difficoltà ad autorizzarne la distribuzione agli studenti. Un altro padre corse in chiesa e prese le particole lì presenti, ma questa volta, consapevole della probabile detenzione a cui andavano incontro, avvolse le particole in corporali e mise tutto in una valigetta da portare con sé.
A quel punto arrivò l'ordine di trasferire tutti i rimanenti religiosi nel salone degli atti accademici del collegio degli Scolopi, adiacente al municipio, che sarebbe diventato una prigione di fortuna. A questo punto la comunità claretiana di Barbastro si trovò divisa in tre gruppi praticamente isolati: I tre padri superiori in una cella del carcere nell'edificio del municipio, due seminaristi e un anziano fratello in ospedale e i rimanenti giovani seminaristi nel salone-teatro del collegio degli Scolopi. L'unico collegamento tra di essi rimase il fratello Raimondo Vall, che era addetto alla cucina del seminario, e che vestiva abiti civili al momento della perquisizione, a cui fu sempre rifiutata la qualifica di religioso, dato che ai carcerieri faceva comodo la sua funzione di cuoco. I miliziani si limitarono a inveire contro di lui, dandogli del "servo dei preti", della "vittima dell'oscurantismo religioso", ma lasciandogli una certa libertà d'azione che si rivelò preziosa per alleviare le pene della lunga detenzione.

### La detenzione

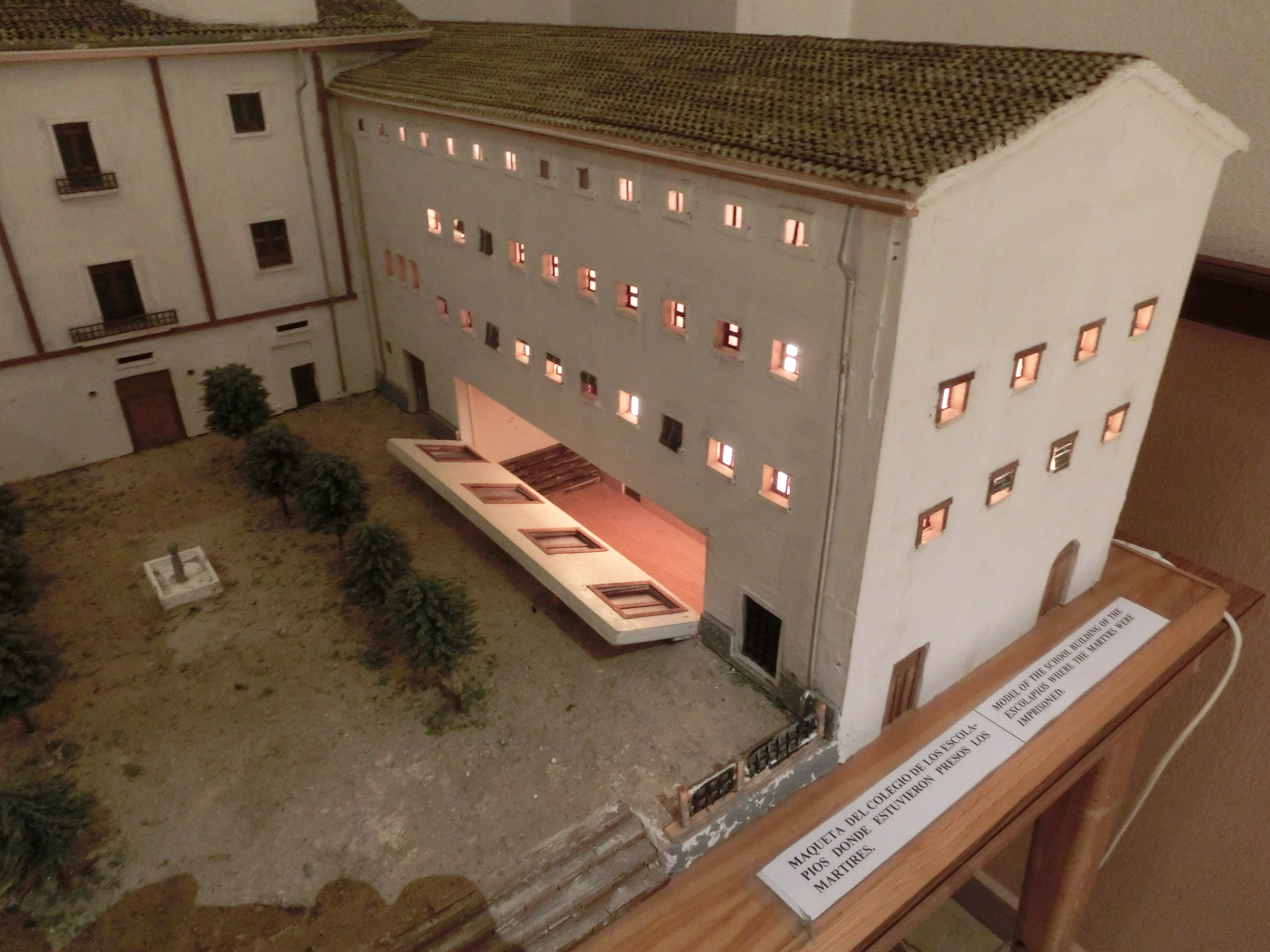
Ricostruzione in scala del salone degli atti del collegio dei padri Scolopi, prigione di fortuna della maggior parte dei claretiani

La cella municipale nella quale furono reclusi i superiori era al terzo piano dell'edificio del municipio e vi si giungeva mediante una scala stretta e dai gradini consumati, lo spazio ricavato nel sottotetto era di 5 metri di lato, quella sera del 20 luglio del 1936 vi erano detenuti i canonici Félix Sanz e Mariano Sesé, il deputato di destra Moncasi, Salvador Perrella Estaduti e Salvador Perrela Blasco, padre e figlio, di origini italiane, i fratelli Sicura e alcuni altri, oltre ai tre superiori claretiani. La luce entrava da una finestrella larga solo 15 centimetri e che attraverso le larghe pareti lasciava passare poca aria. L'unico sopravvissuto di quei detenuti, un contadino di Salas Bajas, poté in seguito riferire preziose testimonianze degli avvenimenti. Nei giorni successivi la cella arrivò ad ospitare 21 detenuti, non c'era neppure una sedia o un giaciglio su cui riposare, i prigionieri dovevano sedersi sul pavimento e avevano a loro disposizione la sola coperta che si erano portati da casa. Non era previsto alcun vitto e i detenuti mangiavano ciò che le famiglie preparavano loro. Un secchio in un angolo nascosto da una tenda fungeva da servizio igienico, che in quell'estate torrida rendeva l'aria irrespirabile. I religiosi recitavano il breviario dopo pranzo e il rosario con gli altri detenuti. Cercarono di rincuorare i compagni di cella, nessuno sapeva quanto tempo dovessero passare in quelle condizioni. I nuovi detenuti portavano le ultime notizie sulla situazione a Barbastro, sulle promesse ondivaghe del colonnello Villalba, sulla sollevazione in Africa e nella penisola. Altro testimone importante fu Andrés Soler Puente, un carceriere, che dichiarò:
La maggior parte dei religiosi fu reclusa nel salone degli atti del collegio dei padri Scolopi, un ambiente ampio, leggermente seminterrato, lungo 25 metri e largo 6, con cinque finestroni che davano sulla piazza antistante. Su un lato del salone si ergeva un palcoscenico di legno, dal lato opposto una gradinata, sempre di legno, aveva la funzione di consentire ai collegiali si assistere seduti alle funzioni collettive. Nel mezzo rimaneva un ampio spazio che poteva essere usato secondo le necessità. In questo spazio saranno reclusi anche i benedettini del monastero del Pueyo e gli stessi Scolopi. Essendo stati separati dai superiori, il padre Nicasio, consultore in seconda del seminario, divenne il superiore dei detenuti.
I carcerieri cercarono in ogni modo l'apostasia dei giovani seminaristi, proposero loro di togliere la veste e di unirsi alle milizie per raggiungere il fronte, fecero perfino in modo che delle prostitute entrassero nel salone, che si avvicinassero ai giovani seminaristi, tentandoli con le loro nudità, ma nessuno cedette.

### La fucilazione dei superiori

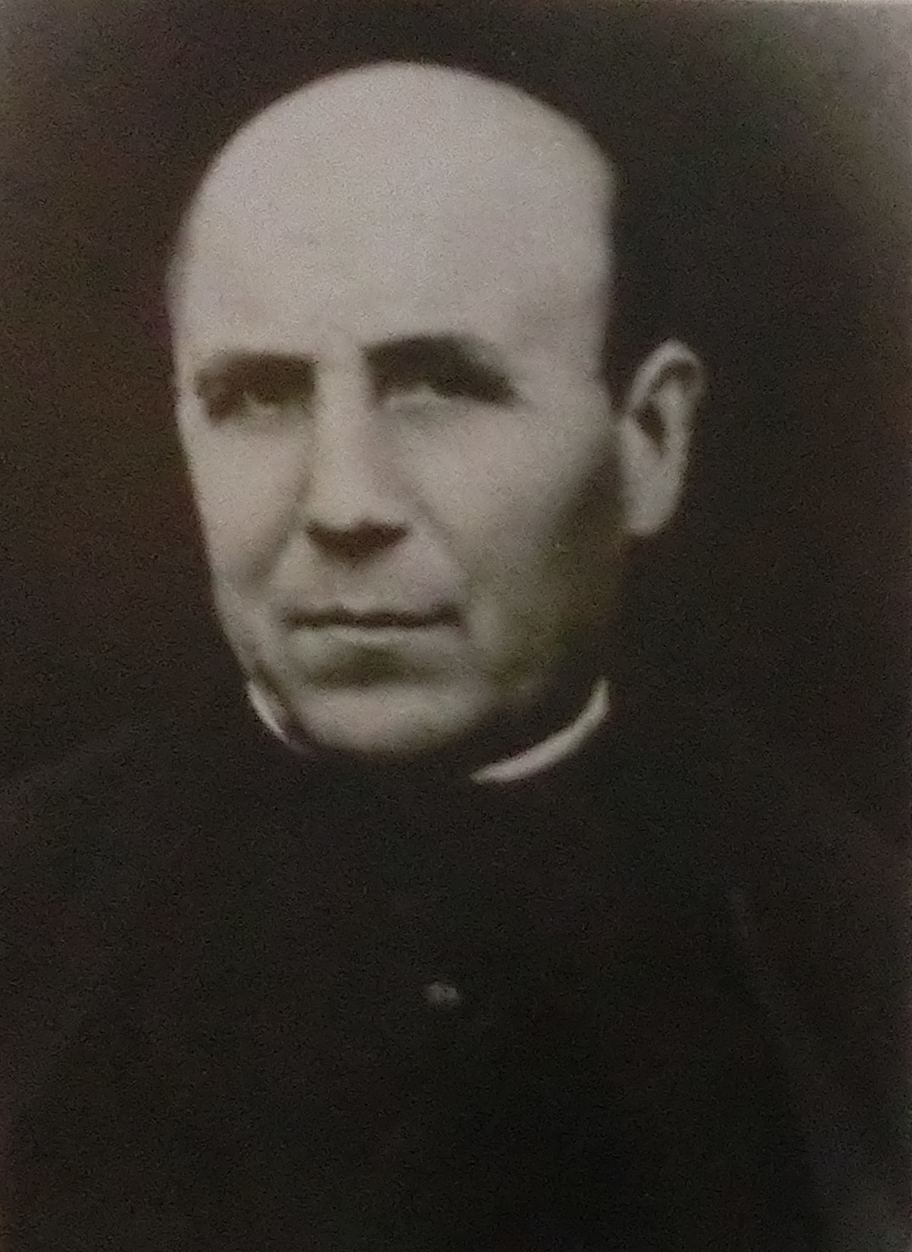
Beato padre Filippo di Gesù Munárriz Azcona, superiore del seminario

La mattina del 2 agosto il comitato rivoluzionario emise il primo buono timbrato per l'esecuzione di 20 persone a scelta degli esecutori tra quelle detenute nelle carceri, così tra le 2 e le 3 di notte alcuni miliziani svegliarono i detenuti, dodici sacerdoti e otto laici, tra i quali il beato Ceferino Giménez Malla, li fecero salire su un camion e li condussero al cimitero dove vennero fucilati. Dietro a loro era stata scavata una fossa comune. Morirono così i primi tre claretiani:
- Beato Filippo di Gesù Munárriz Azcona, sacerdote, superiore della comunità, di 61 anni.
- Beato Giovanni Díaz Nosti, sacerdote, direttore spirituale degli studenti, di 56 anni.
- Beato Leonzio Pérez Ramos, sacerdote, economo, di 60 anni.

### Le successive fucilazioni
Dal salone nel quale erano reclusi i claretiani uscirono in tre gruppi il 12, il 13 e il 15 agosto, legati con le mani dietro la schiena per essere trasportati in camion sul luogo della fucilazione. Dopo averli fatti scendere dai camion, li mettevano in fila sul ciglio della strada che conduceva a Berbegal, in due località distanti solo poche centinaia di metri.
Li uccisero mediante fucilazione, e dando loro il colpo di grazia con la rivoltella, tra la mezzanotte e le 4 del mattino alla luce dei fari dei camion, senza la presenza di testimoni. Vennero quindi seppelliti in fosse comuni. Un semplice monumento ricorda oggi il luogo del martirio. Le spoglie dei martiri riposano nella cripta del museo eretto dai claretiani nel luogo che fu il loro seminario.

#### Martirizzati il 12 agosto 1936

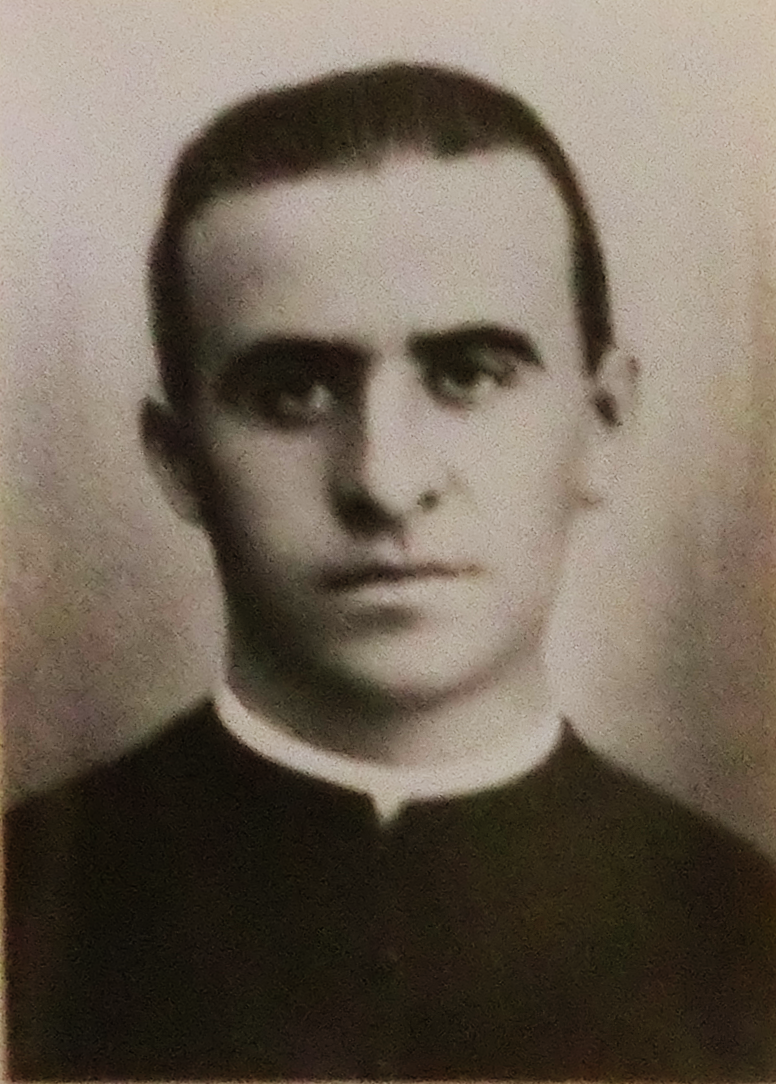
Beato padre Sebastiano Calvo Martínez

Alle 3 di mattina irruppero nel carcere una dozzina di miliziani armati, accesero le luci e svegliarono di soprassalto tutti i detenuti. Portavano con sé delle corde insanguinate, un dirigente chiese chi fosse il superiore e gli venne risposto che i superiori erano stati separati dalla comunità giorni prima. Il dirigente ordinò che si presentassero i sei più anziani, scesero così dal palco e si misero in fila di fronte ai miliziani i seguenti religiosi:
- Beato Sebastiano Calvo Martínez, sacerdote, insegnante, di 33 anni
- Beato Gregorio Chirivás Lacambra, fratello missionario, di 56 anni
- Beato Nicasio Sierra Ucar, sacerdote, insegnante, di 45 anni
- Beato Pietro Cunill Padrós, sacerdote, insegnante, di 33 anni
- Beato Venceslao Clarís Vilaregut, studente di teologia, di 29 anni
- Beato Giuseppe Pavón Bueno, sacerdote, insegnante, di 27 anni

I miliziani legarono loro le mani dietro alla schiena e poi li legarono a due a due per i gomiti. Il padre Pavón cercò con lo sguardo uno dei due sacerdoti che rimanevano nel salone. Il padre Ortega, che era come paralizzato sul palco, in maniera solenne ma a voce bassa pronunciò le parole sacramentali: «Io vi assolvo da tutti i vostri peccati, nel nome del Padre, del Figlio e dello Spirito Santo»". Il padre Cunill domandò se fosse possibile portare con sé un libro, ma il dirigente rispose che dove li stavano portando non mancherà loro nulla. Aggiunsero al gruppo un sacerdote diocesano, il padre Marcelino de Abajo, sacrestano della cattedrale, li fecero uscire dal teatro e li caricarono su un camion. Nel salone fecero spegnere le luci e ordinarono di dormire, ma nessuno lo fece. I claretiani si riunirono in piccoli gruppi per pregare. Alle 4 meno 7 minuti udirono una forte scarica di fucileria che annunciava l'avvenuta esecuzione.

#### Martirizzati il 13 agosto 1936

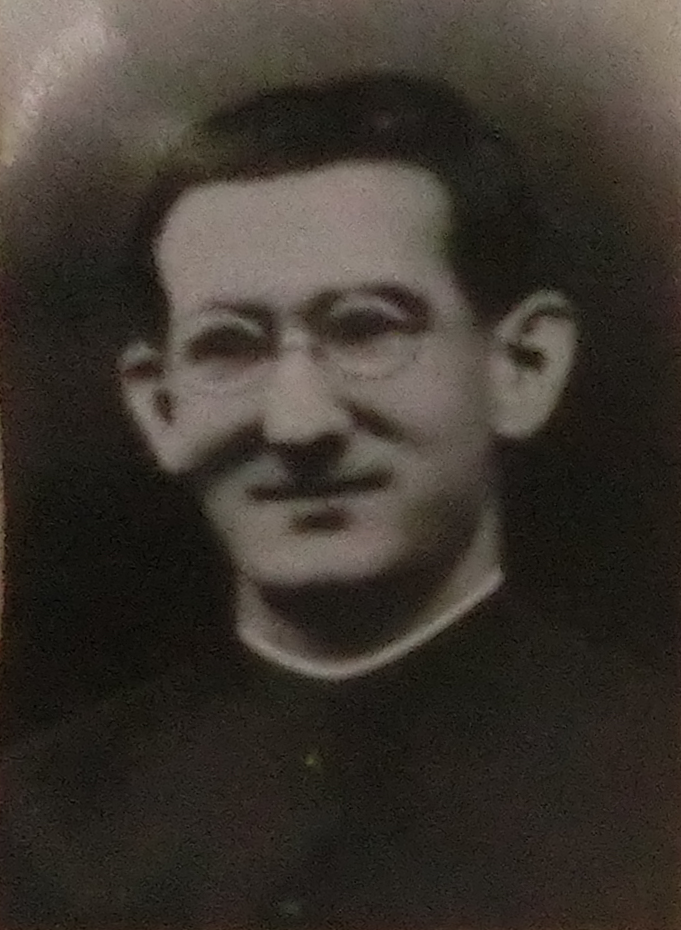
Beato padre Secondino Ortega García

- Beato Secondino Ortega García, sacerdote, insegnante, di 24 anni
- Beato Saverio Luigi Bandrés Jiménez, chierico professo, studente di teologia, di 23 anni
- Beato Giuseppe Brengaret Pujol, chierico professo, studente di teologia, di 23 anni
- Beato Emanuele Buil Lalueza, chierico professo, studente di teologia, di 22 anni
- Beato Antonino Calvo y Calvo, chierico professo, studente di teologia, di 23 anni
- Beato Tommaso Capdevila Miró, chierico professo, studente di teologia, di 22 anni
- Beato Stefano Casadevall Puig, chierico professo, studente di teologia, di 23 anni
- Beato Eusebio Maria Codina Millà, chierico professo, studente di teologia, di 21 anni
- Beato Giovanni Codinachs Tuneu, chierico professo, studente di teologia, di 22 anni
- Beato Antonio Dalmau Rosich, chierico professo, studente di teologia, di 23 anni
- Beato Giovanni Echarri Vique, chierico professo, studente di teologia, di 23 anni
- Beato Pietro García Bernal, chierico professo, studente di teologia, di 25 anni
- Beato Ilario Llorente Martín, chierico professo, studente di teologia, di 25 anni
- Beato Alfonso Miquel Garriga, fratello missionario, di 22 anni
- Beato Raimondo Novich Rabionet, chierico professo, studente di teologia, di 23 anni
- Beato Giuseppe Ormo Seró, chierico professo, studente di teologia, di 22 anni
- Beato Salvatore Pigem Serra, chierico professo, studente di teologia, di 23 anni
- Beato Teodoro Ruiz de Larrinaga García, chierico professo, studente di teologia, di 23 anni
- Beato Giovanni Sánchez Munárriz, chierico professo, studente di teologia, di 23 anni
- Beato Emanuele Torras Sais, chierico professo, studente di teologia, di 21 anni

#### Martirizzati il 15 agosto 1936

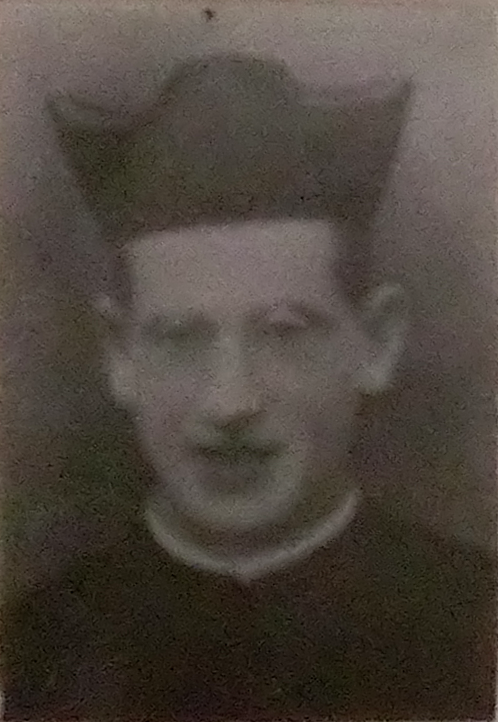
Beato padre Luigi Masferrer Vila

- Beato Luigi Masferrer Vila, sacerdote, insegnante, di 24 anni
- Beato Giuseppe Amorós Hernández, chierico professo, studente di teologia, di 23 anni
- Beato Giuseppe Maria Badía Mateu, chierico professo, studente di teologia, di 23 anni
- Beato Giovanni Baixeras Berenguer, chierico professo, studente di teologia, di 22 anni
- Beato Giuseppe Maria Blasco Juan, chierico professo, studente di teologia, di 24 anni
- Beato Raffaele Briega Morales, chierico professo, studente di teologia, di 23 anni
- Beato Francesco Castán Meseguer, fratello missionario, di 25 anni
- Beato Luigi Escalé Binefa, chierico professo, studente di teologia, di 23 anni
- Beato Giuseppe Figuero Beltrán, chierico professo, studente di teologia, di 25 anni
- Beato Raimondo Illa Salvia, chierico professo, studente di teologia, di 22 anni
- Beato Luigi Lladó Teixidor, chierico professo, studente di teologia, di 24 anni
- Beato Emanuele Martínez Jarauta, religioso professo, studente di teologia, di 23 anni
- Beato Michele Masip González, chierico professo, studente di teologia, di 23 anni
- Beato Faustino Pérez García, chierico professo, studente di teologia, di 25 anni
- Beato Sebastiano Riera Coromina, chierico professo, studente di teologia, di 22 anni
- Beato Edoardo Ripoll Diego, chierico professo, studente di teologia, di 24 anni
- Beato Giuseppe Ros Florensa, chierico professo, studente di teologia, di 22 anni
- Beato Francesco Roura Farró, chierico professo, studente di teologia, di 23 anni
- Beato Alfonso Sorribes Teixidó, chierico professo, studente di teologia, di 23 anni
- Beato Agostino Viela Ezcurdia, chierico professo, studente di teologia, di 22 anni

#### Martirizzati il 18 agosto 1936

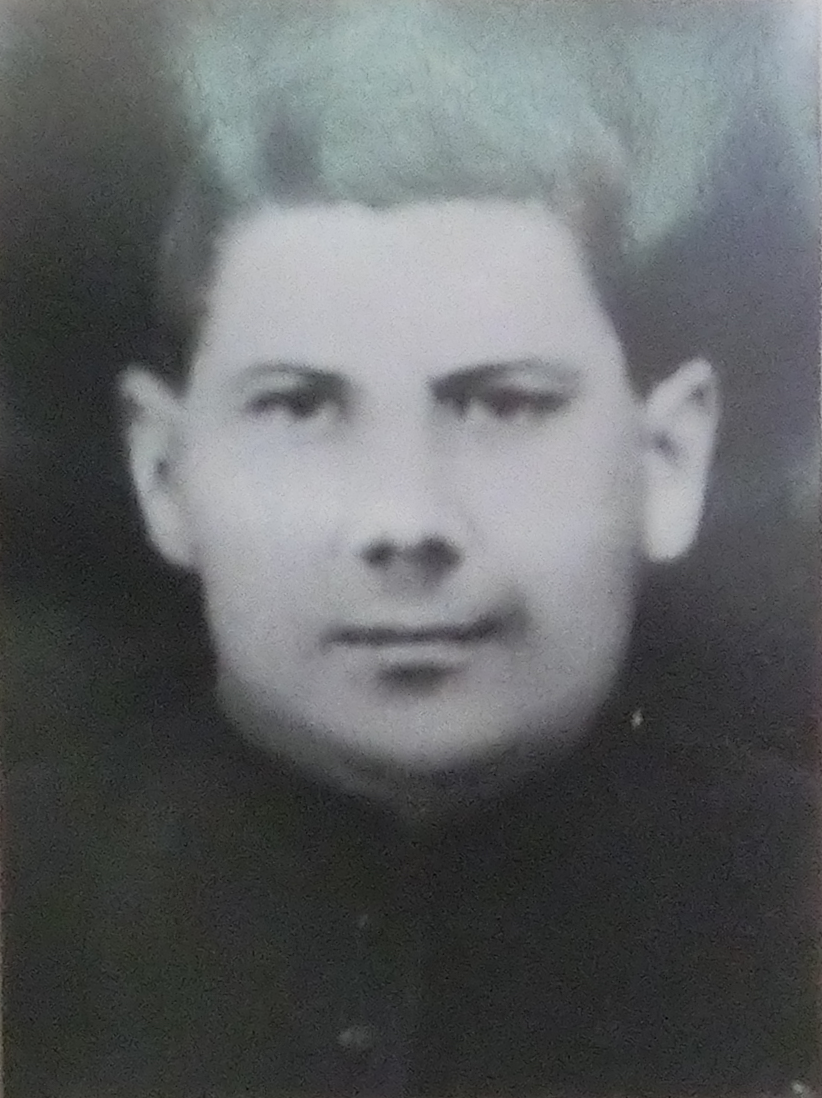
Beato Giacomo Falgarona Vilanova

Gli ultimi due martiri non condivisero la prigionia degli altri nel salone degli scolopi, perché subito dopo la perquisizione del seminario furono ricoverati nell'ospedale della città. Una volta dimessi, però, vennero arrestati e seguirono i loro compagni di martirio la mattina del 18 agosto.
- Beato Giacomo Falgarona Vilanova, chierico professo, studente di teologia, di 24 anni
- Beato Atanasio Vidaurreta Labra, chierico professo, studente di teologia, di 25 anni

## Testimonianze
Due seminaristi di nazionalità argentina, Attilio Cecilio Parussini Sof e Paolo Hall Fritz, vennero liberati alcuni giorni prima della fucilazione.
Nonostante la loro nazionalità straniera, essi erano stati imprigionati con gli altri e avevano vissuto le stesse sevizie dei loro confratelli. All'alba del 13 agosto furono condotti alla stazione ferroviaria, da dove partirono per Barcellona. Qui furono espulsi dal paese e imbarcati per l'Italia. Una volta raggiunta la casa madre dei claretiani di Roma, riportarono per iscritto i fatti di Barbastro, esponendo con serenità quei tragici eventi.
Fino a poco prima della liberazione erano convinti che avrebbero dovuto affrontare la stessa sorte dei loro compagni martirizzati il 2, il 12 e 13 agosto. In una lettera scritta ai genitori, Parussini testimonia le violenze subite e l'eroicità dei religiosi nell'affrontare la morte:
Un giorno siamo stati più di un'ora fermi, senza fiatare, in attesa della scarica che ci avrebbe uccisi. Che orrore! Ogni minuto diventa interminabile e si desidera che tutto finisca in quel momento per non protrarre quell'agonia, ma non termina se non con una bestemmia e una risata beffarda delle guardie...»
Paolo Hall Fritz giunto a Roma, riporta alcuni momenti della prigionia:
...Pregavamo per i nostri fratelli, chiedendo per tutti il sacro dono della perseveranza fino alla fine, così come avevamo fatto per il gruppo che li aveva preceduti la sera prima. Iniziammo a pregare recitando il rosario, meditando i misteri del dolore. Quando udimmo gli spari di mitraglia e poi di rivoltella, abbiamo continuato con i misteri gloriosi...»
I detenuti scrissero su tutto ciò che potesse fungere allo scopo: breviari, devozionari, fogli di giornale, carta per il confezionamento di alimenti, sui rivestimenti in legno del palcoscenico e delle scale, sulle pareti. Gran parte di questi documenti andò perduta a causa delle perquisizioni e dei successivi falò, ma alcuni di essi vennero fatti uscire dalla prigione e salvati dalla distruzione. Tra essi, in particolare, sono tre i documenti che narrano della prigionia e dei sentimenti dei seminaristi prossimi alla morte:

### Il parallelepipedo
Si tratta di un piccolo pezzo di legno che uno dei giovani, di cui non conosciamo l'identità, trovò nel teatro e sul quale scrisse con grafia ferma: "CHRISTE, MORITURI TE SALUTANT"

### Lo sgabello
Era uno sgabello che si trovava sopra i pedali del pianoforte, forse per proteggerli. Era quasi di forma quadrata, di 33 cm di lato. Nella parte interna, non verniciata, rimasero scritte in spagnolo, catalano e latino le ultime note di sette persone:
(Giovanni Sánchez Munárriz, iscrizione autografa sul legno dello sgabello)
(Tommaso Capdevila Miró, idem)
(Emanuele Martínez Jarauta, idem)
(Faustino Pérez García, idem)
(Alfonso Sorribes Teixidó, idem)
(Alfonso Sorribes Teixidó, idem)
(Luigi Lladó Teixidor, idem)
(Saverio Luigi Bandrés Jiménez, idem)

### La lettera di addio
La sera del 13 agosto i detenuti rimasti ricevettero la notizia che sarebbero stati fucilati quella stessa notte. Uno di essi, Faustino Pérez García, scrisse a nome di tutti la seguente lettera di addio. È scritta su un involucro per il cioccolato ed è stata firmata dagli altri seminaristi. Ognuno aggiunse il proprio ultimo desiderio spirituale.
¡Y qué nobles y heroicos se están mostrando tus hijos, Congregación querida!. Pasamos el día animándonos para el martirio y rezando por nuestros enemigos y por nuestro querido Instituto; cuando llega el momento de designar las víctimas hay en todos serenidad santa y ansia de oír el nombre para adelantarse y ponerse en las filas de los elegidos; esperamos el momento con generosa impaciencia, y cuando ha llegado, hemos visto a unos besar los cordeles con que les ataban, y a otros dirigir palabras de perdón a la turba armada; cuando van en el camión hacia el cementerio, les oímos gritar ¡Viva Cristo Rey! El populacho responde ¡Muera! ¡Muera! Pero nada los intimida. ¡SON TUS HIJOS, CONGREGACIÓN QUERIDA, estos que entre pistolas y fusiles se atreven a gritar serenos cuando van a la muerte VIVA CRISTO REY!

Mañana iremos los restantes y ya tenemos la consigna de aclamar, aunque suenen los disparos, al Corazón de nuestra Madre, a Cristo Rey, a la Iglesia Católica y a Ti, MADRE COMÚN DE TODOS NOSOTROS. Me dicen mis compañeros que yo inicie los vivas y que ellos responderán. Yo gritaré con toda la fuerza de mis pulmones, y en nuestros clamores entusiastas adivina tú, Congregación querida, el amor que te tenemos, pues te llevamos en nuestros recuerdos hasta estas regiones de dolor y muerte.

Morimos todos contentos sin que nadie sienta desmayos ni pesares; morimos todos rogando a Dios que la sangre que caiga de nuestras heridas no sea sangre vengadora, sino sangre que entrando roja y viva por tus venas, estimule su desarrollo y expansión por todo el mundo.

¡Adiós, querida Congregación! Tus hijos, mártires de Barbastro, te saludan desde la prisión y te ofrecen sus dolorosas angustias en holocausto expiatorio por nuestras deficiencias y en testimonio de nuestro amor fiel, generoso y perpetuo.

Los mártires de mañana, 14, recuerdan que mueren en vísperas de la Asunción; ¡y qué recuerdo éste! Morimos por llevar la sotana y morimos precisamente en el mismo día en que nos la impusieron.

Los mártires de Barbastro, y en nombre de todos, el último y el más indigno,

Faustino Pérez,  C.M.F.

¡Viva Cristo Rey! ¡Viva el Corazón de María! ¡Viva la Congregación! Adiós, querido Instituto. Vamos al cielo a rogar por ti. ¡Adiós! ¡Adiós!»
Come nobilmente ed eroicamente si comportano i tuoi figli, Congregazione amata! Passiamo il giorno incoraggiandoci al martirio, e pregando per i nostri nemici e per l’Istituto. Quando giunge il momento in cui designano le vittime, v’è in tutti noi santa serenità e il desiderio che sia scandito il nostro nome, per fare un passo avanti e collocarci nella fila degli eletti. Aspettiamo il momento con generosa impazienza e quando giunge, abbiamo visto alcuni di noi baciare le corde con cui li legavano, altri esprimersi con parole di perdono nei riguardi della torma armata. Quando procedono sulla strada verso il cimitero, li abbiamo sentiti gridare: “Viva Cristo Re!”. Il popolo risponde rabbiosamente: “A morte! A morte!”; ma non intimidisce nessuno. Sono i tuoi figli, amata Congregazione, che, tra pistole e fucili, osano gridare serenamente: “Viva Cristo Re!”.

Domani toccherà a noi. E ci siamo dati la consegna di acclamare sia pure fra gli spari al Cuore di Maria, a Cristo Re, alla Chiesa Cattolica, e a Te, Madre comune di tutti noi. I miei compagni mi hanno chiesto che sia io ad iniziare gli Evviva. Essi risponderanno. Griderò con tutta la forza dei miei polmoni e nel nostro grido entusiasta indovina tu, Congregazione amata, l’amore che ti portiamo, giacché ti portiamo nel nostro ricordo fino a queste regioni di dolore e di morte.

Moriamo tutti felici, senza che nessuno avverta dubbi o cedimenti. Moriamo tutti pregando il Signore perché il sangue che cade dalle nostre ferite non sia sangue di vendetta, ma sangue che penetrando rosso e vivo nelle tue vene, stimoli il tuo sviluppo e la tua espansione nel mondo intero.

Amata Congregazione, addio. I tuoi figli, i Martiri di Barbastro, ti salutano dalla prigione e ti offrono le dolorose pene in olocausto espiatorio per le nostre mancanze e a testimonianza del nostro amore fedele, generoso e perpetuo.

I Martiri di domani, 14, muoiono ai Vespri dell’Assunzione! Essi lo sanno! E che ricordo! Moriamo perché portiamo la tonaca, e moriamo esattamente il giorno stesso in cui ce ne fecero dono.

I Martiri di Barbastro e, a nome di tutti, l’ultimo e il più indegno,

Faustino Pérez, C.M.F.

Viva Cristo Re! Viva il Cuore di Maria! Viva la Congregazione! Addio, amato Istituto. Andiamo in cielo a pregare per te. Addio! Addio!»
(Faustino Pérez García, Lettera d'addio alla Congregazione)
I due studenti di nazionalità argentina riuscirono a portarla con sé, ed è oggi conservata nel museo.

## La devozione

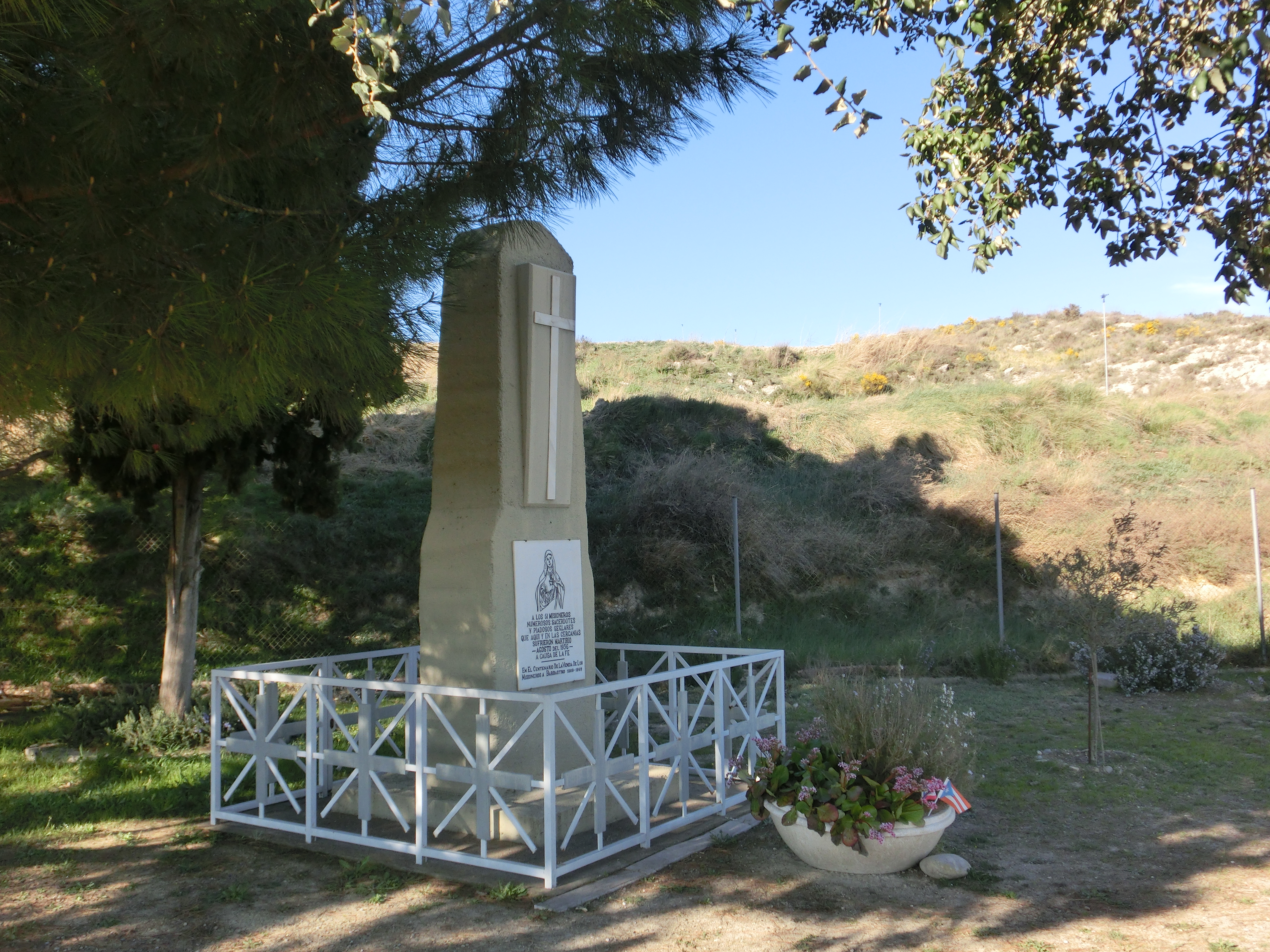
Nel luogo dove avvenne la fucilazione di almeno due gruppi di beati sorge oggi un semplice monumento

La beatificazione avvenne a Roma, ad opera di Giovanni Paolo II, il 25 ottobre 1992. La Chiesa Cattolica celebra la loro festa liturgica il 13 agosto. Durante l'omelia il papa ha detto:
(Papa Giovanni Paolo II)
Nel 2013 è uscito un film sulla vicenda intitolato Un Dio vietato per la regia di Pablo Moreno.